# Epica vs Attack on Titan Songs
Epica vs Attack on Titan Songs — мини-альбом голландской группы Epica, состоящий из четырёх каверов на песни Linked Horizon и инструментальных треков к ним, вышедший в декабре 2017 года.

## История создания
В апреле 2017 года в Токио состоялся концерт Epica, на который пришел создатель группы Linked Horizon и автор песен Рево. После концерта он зашёл к ним в гримерку и предложил сделать англоязычные каверы на его песни. Группа приняла предложение и в течение всего 2017 года шла работа по созданию альбома. В конце ноября в твиттере Linked Horizon было объявлено о сотрудничестве и выходе альбома. Песни были переведены на английский с использованием латыни, но по сравнению с оригиналом, текст сильно изменён.
18 января 2018 года Epica дала ещё один концерт в Токио, на котором были исполнены «Crimson Bow and Arrow», «If Inside These Walls Was a House» и «Dedicate Your Heart!».
Сам Рево прокомментировал сотрудничество так:
«Я считаю, что в венах Рево и Эпики течёт одна кровь. Разумеется, это метафора. Проще говоря, мы унаследовали „кровь классической музыки“ и „кровь металла“. Думаю, это очевидно для вас. Поэтому такое сотрудничество не удивительно. Полагаю, что удивительное в этом мини-альбоме это „насколько мы разные?“. Каждый артист имеет свою уникальную черту и музыка позволяет разным видам сосуществовать вместе. И это — ценность, которая делает нас культурно богаче. Мои объяснения того, чем отличаются наши братья в музыке из далёких земель были бы слишком неуклюжи. Поэтому, пожалуйста, послушайте сами».

## Треклист
01. 紅蓮の弓矢 / Crimson Bow and Arrow
02. 自由の翼 / Wings of Freedom
03. もしこの壁の中が一軒の家だとしたら / If Inside These Walls Was a House
04. 心臓を捧げよ! / Dedicate Your Heart!
05. 紅蓮の弓矢 / Crimson Bow and Arrow (Instrumental)
06. 自由の翼 / Wings of Freedom (Instrumental)
07. もしこの壁の中が一軒の家だとしたら / If Inside These Walls Was a House (Instrumental)
08. 心臓を捧げよ! / Dedicate Your Heart! (Instrumental)

## Участники альбома
Автор музыки и всех песен — Рево
- Phonographic Copyright (p) — Ward Records, Inc.
- Phonographic Copyright (p) — Rap-Products, Inc.
- Copyright (c) — PonyCanyon Music Publishing Inc.
- Distributed By — Sony Music Marketing Inc.
- Manufactured By — Ward Records, Inc.
- Recorded At — Sandlane Recording Facilities
- Recorded At — Pauly B Studios
- Mixed At — Sandlane Recording Facilities
- Mastered At — Amsterdam Mastering

Вокал — Симона Симонс
Гитара — Марк Янсен
Клавишные — Кун Янссен
Бас — Роб ван дер Лоо